# Vijenac, Pljevlja
Vijenac este un sat din comuna Pljevlja, Muntenegru. Conform datelor de la recensământul din 2003, localitatea are 262 de locuitori (la recensământul din 1991 erau 323 de locuitori).

## Demografie
În satul Vijenac locuiesc 217 persoane adulte, iar vârsta medie a populației este de 44,0 de ani (43,8 la bărbați și 44,1 la femei). În localitate sunt 72 de gospodării, iar numărul mediu de membri în gospodărie este de 3,64.
Această localitate este populată majoritar de sârbi (conform recensământului din 2003).
|  |

| Demografie | Demografie | Demografie |
| An         | Locuitori  | Locuitori  |
| ---------- | ---------- | ---------- |
|            |            |            |
|            |            |            |
|            |            |            |
|            |            |            |
| 1948       | 434        |            |
| 1953       | 475        |            |
| 1961       | 478        |            |
| 1971       | 470        |            |
| 1981       | 402        |            |
| 1991       | 323        | 323        |
| 2003       | 264        | 262        |

| \| Componența etnică conform recensământului din 2003[2] \| Componența etnică conform recensământului din 2003[2] \| Componența etnică conform recensământului din 2003[2] \| Componența etnică conform recensământului din 2003[2] \| Componența etnică conform recensământului din 2003[2] \| \| ----------------------------------------------------- \| ----------------------------------------------------- \| ----------------------------------------------------- \| ----------------------------------------------------- \| ----------------------------------------------------- \| \| \| \| \| \| \| \| Sârbi \| Sârbi \| \| 186 \| 70,99% \| \| Muntenegreni \| Muntenegreni \| \| 57 \| 21,75% \| \| necunoscută \| necunoscută \| \| 0 \| 0% \| |              |  |     |        |
| Componența etnică conform recensământului din 2003 |              |  |     |        |
| |              |  |     |        |
| Sârbi | Sârbi        |  | 186 | 70,99% |
| Muntenegreni | Muntenegreni |  | 57  | 21,75% |
| necunoscută | necunoscută  |  | 0   | 0%     |